# إبراهيم عبد الرحيم إبراهيم أحمد
إبراهيم عبد الرحيم إبراهيم أحمد (مواليد 28 نوفمبر 1982) هو مبارز بالسيف مصري، مثّل بلاده في الألعاب الأولمبية الصيفية 2004.

## روابط رياضية
إبراهيم عبد الرحيم إبراهيم أحمد على موقع الاتحاد الدولي للمبارزة (الإنجليزية)
- إبراهيم عبد الرحيم إبراهيم أحمد على موقع أوليمبيديا (الإنجليزية)